# Mord profesorów lwowskich
Mord profesorów lwowskich – zabójstwo polskich naukowców, wykładowców uczelni lwowskich, dokonane nad ranem 4 lipca 1941 przez Einsatzkommando zur besonderen Verwendung, specjalną jednostkę policyjną Sicherheitsdienst – policji bezpieczeństwa III Rzeszy, po rozpoczęciu okupacji Lwowa przez III Rzeszę, a także związane z tymi samymi sprawcami egzekucje trzech naukowców polskich z 11 i 26 lipca 1941.
W historiografii przyjęte jest określenie omawianych wydarzeń mianem mord profesorów lwowskich, jednak ofiarą tej zbrodni padli również docenci wyższych uczelni Lwowa oraz członkowie rodzin i współlokatorzy naukowców.

## Naukowcy polscy we Lwowie pod okupacją sowiecką (1939–1941)
W wyniku agresji Niemiec i ZSRR na Polskę we wrześniu 1939 r., po okupacji całości terytorium II Rzeczypospolitej przez Wehrmacht i Armię Czerwoną i ustaleniu w dniu 28 września 1939 r. w pakcie o granicach i przyjaźni pomiędzy III Rzeszą a ZSRR granicy niemiecko-sowieckiej na okupowanym terytorium Polski, III Rzesza i ZSRR przystąpiły do realizacji swoich planów na okupowanym terytorium II Rzeczypospolitej.
Sytuacja polskiej nauki we Lwowie była skomplikowana w równym stopniu, jak i sytuacja polityczna Polaków po agresji ZSRR na Polskę. We Lwowie od kapitulacji miasta 23 września 1939 przed Armią Czerwoną do dnia jego okupacji przez Wehrmacht 29 czerwca 1941 miały miejsce represje ze strony NKWD wobec polskiego środowiska naukowego. m.in. sześciu pracowników naukowych uczelni, oficerów rezerwy WP uwięziono w Kozielsku i Starobielsku, a następnie zamordowano w kwietniu–maju 1940 w Katyniu lub Charkowie. W końcu września i w październiku 1939 przeprowadzono kolejne aresztowania wśród sędziów, prokuratorów, funkcjonariuszy policji, oficerów rezerwy i naukowców. W październiku 1939 r. władze radzieckie przyznały Polakom bierne i czynne prawo wyborcze w pseudowyborach do sowieckich organów władzy państwowej. W nocy z 9 na 10 grudnia 1939 we Lwowie NKWD aresztowało około 2 tys. polskich oficerów. Był wśród nich ppłk rezerwy wojsk kolejowych Kazimierz Bartel, którego wypuszczono. W trakcie rewizji NKWD skradła złoty zegarek i ordery profesora. Jednym z innych aresztowanych profesorów polskich był Stanisław Grabski, aresztowany w końcu września 1939, przebywał w różnych więzieniach aż do 26 czerwca 1941. W sumie wśród ofiar Katynia znalazło się 44 pracowników nauki polskiej.
W okresie pierwszej okupacji sowieckiej Lwowa wśród 9 tys. ówczesnych studentów najliczniejszą grupę stanowili Ukraińcy, następnie Polacy; na niektórych zaś kierunkach przeważali Polacy miejscowi i przybysze. Przewartościowanie liczebne studentów na korzyść Ukraińców spowodowane było radziecką reorganizacją uczelni lwowskich, oraz napływem ukraińskich studentów z innych uniwersytetów, m.in. z Uniwersytetu w Czerniowcach. W drugiej połowie września 1939 władze radzieckie podjęły akcję uruchomienia wszystkich szkół wyższych we Lwowie, lecz w zmodyfikowanej formie, już jako uczelnie ukraińskie. Studia kontynuować mogła młodzież ukraińska, polska i żydowska. Od 1 stycznia 1940 wszyscy pracownicy naukowi otrzymali nowe nominacje od funkcjonariuszy władzy radzieckiej. Wydział lekarski (medycynę i farmację) wydzielono z Uniwersytetu, tworząc Lwowski Państwowy Instytut Medycyny, Uniwersytet Jana Kazimierza zreorganizowano i przemianowano na im. Iwana Franki. Zreorganizowano także pozostałe wyższe uczelnie: Politechnikę Lwowską, Akademię Medycyny Weterynaryjnej i Akademię Handlu Zagranicznego. Powołano 6 instytutów naukowych m.in. Instytut Politechniczny, Medycyny, Weterynaryjny, Pedagogiczny i Handlu Radzieckiego. Oprócz tego istniała półwyższa szkoła mechaników filmowych i studium teatralne. Zamknięto katedry i uczelnie o charakterze teologicznym. Nowy zreorganizowany Uniwersytet rozpoczął oficjalnie rok akademicki 15 stycznia 1940. W skład uczelni weszło pięć wydziałów. Rektorami uczelni zostali Rosjanie bądź Ukraińcy, na Uniwersytecie prof. M. Marczenko, na Politechnice prof. M.P. Sadowski. W sumie w roku akademickim 1940/41 funkcjonowało we Lwowie 8 wyższych uczelni, kształcących 9,9 tys. studentów (w tym 1,8 tys. na studiach zaocznych). Wśród studentów, według wyliczeń niemieckich, największą grupę, bo prawie 46 proc, stanowili Żydzi. Na Uniwersytecie wśród profesorów było 52 Polaków, 22 Ukraińców i 8 Żydów. Na Politechnice pracowało 66 polskich profesorów i 3 ukraińskich. W kadrze profesorskiej w Instytucie Medycznym było 30 Polaków i 5 Ukraińców, w Instytucie Weterynaryjnym 16 polskich i 1 ukraiński profesor. Zdecydowaną przewagę posiadali Polacy także wśród pozostałych pracowników nauki, tylko na Uniwersytecie po dokonanych przez władze sowieckie zmianach kadrowych nie stanowili oni ponad połowy nauczycieli.
17 sierpnia 1940 współpracę z „Czerwonym Sztandarem” rozpoczął Tadeusz Boy-Żeleński. W sierpniu 1940 Wszechzwiązkowy Komitet dla Spraw Szkół Wyższych zaprosił polskich uczonych z lwowskich uczelni do zwiedzenia Moskwy i jej placówek naukowych. Wzięło w niej udział 18 profesorów. Pojawiają się opinie, że wizyta profesorów w Moskwie miała jakoby wpłynąć na odwołanie rektora Uniwersytetu Lwowskiego, „nieprzychylnego dla Polaków”. Pod koniec września 1940 ukazały się w Czerwonym Sztandarze wypowiedzi na temat tej podróży teksty profesorów: Minkiewicza, Nowickiego, Bartla, Kulczyńskiego, Cieszyńskiego, Ochęduszki, Pilata, Rosłońskiego i Żeleńskiego.
W grudniowych wyborach do sowieckich rad obwodowych i miejskich ich członkami zostało kilku znanych polskich naukowców. Na liście kandydatów do rady miejskiej Lwowa widniały nazwiska pięciu profesorów medycyny: Ostrowski, Grek, Groër, Nowicki, Jakub Parnas i innych.
Ukraiński profesor Marian Panczyszyn delegat do Rady Najwyższej ZSRR wraz z członkami LNTM profesorami Hilarowiczem, Weiglem, Grekiem, dr Terehowem, dr Flekiem „słali swoje płomienne bolszewickie pozdrowienie XVIII konferencji WKP (b)”.
Wobec szkolnictwa polskiego i ukraińskiego III Rzesza przedsięwzięła na okupowanych od 1939 terytoriach II RP odmienne koncepcje, dające pozycję relatywnie uprzywilejowaną ludności ukraińskiej Generalnego Gubernatorstwa w stosunku do Polaków. W kontynuacji tej polityki po ataku Niemiec na ZSRR w czerwcu 1941 utworzonych zostało m.in. 12 nowych ukraińskich szkół gimnazjalnych w nowo utworzonym Dystrykcie Galicja oraz możliwość kontynuowania przez Ukraińców nauki na poziomie szkół wyższych w całej III Rzeszy (zob. Bohdan Osadczuk). Ukraińcy uzyskali również możliwość tworzenia własnych narodowych kuratoriów oświaty dla szkół.
W dniu 2 lipca „Einsatzgruppe C po trwających od 30 czerwca we Lwowie antyżydowskich zamieszkach przystąpiła do planowej likwidacji – ludności żydowskiej, komunistów i tzw. wrogów państwa. 4 lipca 1941 roku Niemcy rozstrzelali 22 polskich profesorów i docentów wyższych uczelni wraz z niektórymi członkami rodzin i współlokatorami, którzy byli obecni podczas aresztowania.
Jedną z przesłanek mordu mogła być rzekoma współpraca profesorów z władzą radziecką, o którą Niemcy posądzali niektórych profesorów. Kazimierz Bartel był kilkakrotnie wzywany do Moskwy, gdzie prowadzono z nim rozmowy nieznanej treści. O życiu naukowym Lwowa szeroko informowała miejscowa prasa sowiecka. Czerwony Sztandar donosił o wyjeździe do ośrodków naukowych Ukrainy profesorów Instytutu Medycznego. Inna, większa grupa profesorów lwowskich uczelni, w tym 9 profesorów z Instytutu Politechnicznego przebywała w Moskwie na przełomie sierpnia i września 1940 na zaproszenie Wszechzwiązkowego Komitetu dla spraw Szkół Wyższych.
W wyniku wyborów przeprowadzonych 15 grudnia 1940 wielu profesorów weszło do radzieckich rad obwodowych i miejskich. Spośród 18 uczestników wycieczki do Moskwy 7 profesorów (40%) zostało rozstrzelanych przez Niemców  już 4 lipca 1941. Byli to profesorowie: Tadeusz Boy-Żeleński, Antoni Cieszyński, Jan Grek, Witold Nowicki, Tadeusz Ostrowski, Stanisław Pilat i Kasper Weigel. Wśród aresztowanych 3 lipca jedynym profesorem pochodzenia żydowskiego, nie licząc dr Adama Ruffa, który profesorem nie był i aresztowany został „przypadkowo”, bo mieszkał u prof. Ostrowskiego, był profesor chirurgii Henryk Hilarowicz. 26 lipca na polecenie z Berlina zamordowany został Kazimierz Bartel.

## Decyzja o mordzie i jej przesłanki
W lecie 1939 przed agresją III Rzeszy na Polskę odbyły się rozmowy pomiędzy naczelnym dowództwem wojsk lądowych (Oberkommando des Heeres, OKH) a szefem policji bezpieczeństwa i służby bezpieczeństwa Rzeszy Reinhardem Heydrichem. Zakończone porozumieniem stały się następnie podstawą rozkazu nr 6 wydanego dnia 31 lipca 1939 w którym określono ogólnie: „Zadaniem Specjalnych Oddziałów Operacyjnych Policji Bezpieczeństwa jest zwalczanie wszelkich elementów wrogich Rzeszy i antyniemieckich w kraju nieprzyjacielskim na tyłach walczących wojsk. Ogólny charakter rozkazu pozwalał na daleko idącą swobodę działania. W Polsce był nad wyraz radykalny, na zewnątrz więc działania Policji i SS wyglądały na brutalną samowolę. We Lwowie takie działania przeprowadziła Einsatzkommando policji bezpieczeństwa, sformowane przez Główny Urząd Bezpieczeństwa Rzeszy.
Wiedział o niej na pewno generalny gubernator Hans Frank, który pamiętając o kłopotach, jakie hitlerowcy mieli w związku z aresztowaniem w 1939 r. profesorów Wszechnicy Jagiellońskiej, w przemówieniu wygłoszonym w dniu 30 maja 1940 r. do kadry oficerskiej SS w Krakowie powiedział: Nieprzyjemne kłopoty mieliśmy z profesorami krakowskimi. Gdybyśmy ich sprawę załatwili tutaj na miejscu, nie byłoby tego. Dlatego, moi panowie, proszę was stanowczo, nie wysyłajcie nikogo więcej do obozów koncentracyjnych w Rzeszy, lecz sprawę załatwiajcie tutaj na miejscu.(…) My mamy tutaj zupełnie inne metody, inne sposoby postępowania i te muszą być nadal praktykowane.

Ogólne wytyczne przeprowadzania tego rodzaju akcji podjęto niewątpliwie na najwyższym szczeblu hierarchii Trzeciej Rzeszy.

## Zajęcie Lwowa przez Niemców
Kilka dni po wybuchu wojny niemiecko-sowieckiej Lwów został zajęty przez Wehrmacht. Przed opuszczeniem miasta przez Armię Czerwoną i sowiecką administrację NKWD wymordowało kilka tysięcy więźniów politycznych przetrzymywanych we lwowskich więzieniach: Zamarstynów, Brygidki, więzienie przy ul. Łąckiego. Egzekucji uniknął wówczas, zbiegając 29 czerwca (wraz z o. Rafałem Kiernickim) z więzienia Brygidki, prof. Roman Rencki, zamordowany w kilka dni później przez Niemców w grupie profesorów.
30 czerwca 1941 o godz. 4.30 rano, siedem godzin przed zajęciem miasta przez 1 dywizję strzelców górskich Wehrmachtu, wkroczył do miasta złożony z Ukraińców niemiecki batalion Wehrmachtu Nachtigall (część dywersyjnego pułku Brandenburg podporządkowanego Abwehrze), którego oficerem łącznikowym był Theodor Oberländer.
Mord profesorów nastąpił dzień po pierwszym pogromie Żydów lwowskich, w okresie istnienia tzw. rządu Jarosława Stećki, aresztowanego 11 lipca 1941 przez Gestapo.

## Aresztowanie profesorów
2 lipca do Lwowa przybył oddział Einsatzkommando zur besonderen Verwendung (Oddział specjalnego przeznaczenia) pod dowództwem Eberharda Schöngartha. Na siedzibę dla szeregowych członków oddziału wybrano budynek dawnej szkoły kadetów, położonej niedaleko cytadeli i kilkaset metrów od przyszłego miejsca zbrodni na Wzgórzach Wuleckich.

### Aresztowanie prof. Bartla
2 lipca 1941 przed południem w swoim gabinecie na terenie Politechniki Lwowskiej został aresztowany przez Gestapo prof. Kazimierz Bartel. Odstawiono go do siedziby Ottona Rascha, co wskazuje go jednoznacznie jako winnego tego aresztowania. Bartel został uwięziony w przejętej przez Gestapo dotychczasowej siedzibie NKWD przy ulicy Pełczyńskiej (przedwojenna siedziba Miejskich Zakładów Energetycznych), pełniącej funkcję centrali oddziału do specjalnego przeznaczenia. Jego żona Maria po powrocie do domu, zastała tam gestapowców, którzy zmusili ją wraz z córką do wyprowadzenia się w ciągu 10 minut. Cenne antyki Bartlów zostały zagrabione, część bogatej domowej biblioteki Niemcy spalili, a książki naukowe wywieziono do Berlina. W willi profesora zamieszkali gestapowcy. Kazimierz Bartel został zabity przez Niemców jako „największy polski komunista” na dziedzińcu więzienia w dawnym klasztorze Brygidek. Był to ten sam dziedziniec, na którym ledwie kilka dni wcześniej odkryto ciała więźniów wymordowanych przez NKWD.

### Aresztowania pozostałych profesorów
W nocy z 3 na 4 lipca 1941 oddział specjalnego przeznaczenia, podzielony na kilkuosobowe grupy, dokonał brutalnego aresztowania dwudziestu dwóch profesorów uczelni lwowskich (głównie Wydziału Lekarskiego Uniwersytetu Jana Kazimierza i Politechniki Lwowskiej), członków ich rodzin i osób przebywających w ich mieszkaniach. W sumie aresztowano 52 osoby.
Kilku profesorów aresztowano z rodzinami i gośćmi. Z jednego domu wywleczono 82-letniego starca, profesora położnictwa w stanie spoczynku, Adama Sołowija wraz z 19-letnim wnukiem Adamem Mięsowiczem. Z mieszkania prof. Ostrowskiego zabrano będących u niego gości – między innymi ordynatora szpitala żydowskiego dr Stanisława Ruffa z całą rodziną i księdza Komornickiego. Tak samo postąpiono w domu profesora Jana Greka, zabierając gospodarza wraz z żoną i szwagrem, Tadeuszem Boy-Żeleńskim, którego nie było na liście proskrypcyjnej. Lista polskich profesorów Uniwersytetu sporządzona została prawdopodobnie przez ukraińskich studentów z Krakowa związanych z Organizacją Ukraińskich Nacjonalistów (OUN). Układanie listy koordynował Mykoła Łebed. Lista ta była zdezaktualizowana, co stwarzało w tych tragicznych sytuacjach dodatkowe komplikacje: zdarzało się, że siepacze dopatrywali się ukrywania poszukiwanego, kiedy nie znajdowali go pod wskazanym adresem (rzecz dotyczyła np. zmarłych przed agresją III Rzeszy na ZSRR profesorów: Romana Leszczyńskiego, Adama Bednarskiego i dyrektora Ossolineum Ludwika Bernackiego). Aresztowania uniknął dwudziestoletni syn profesora Cieszyńskiego, Tomasz, którego podczas aresztowania uratowała matka, przedstawiając go jako 17-latka. Gestapowcy wykazywali duże zainteresowanie majątkiem aresztowanych: prof. Longchampsowi zabrano torbę z dokumentami, brylantowy pierścionek, a nawet wyrwano papierośnicę z ręki. Ograbiono również prof. Franciszka Groëra.
Aresztowanych profesorów przewożono do budynku bursy dawnego Zakładu Wychowawczego im. Abrahamowiczów położonego pomiędzy nową siedzibą Gestapo w budynku dawnego zarządu elektrowni (w czasie okupacji sowieckiej siedziby NKWD) u zbiegu ulic Pełczyńskiej i Kadeckiej i Szkołą Kadetów, w której koszarach poprzedniego dnia zakwaterowane zostało Einsatzkommando zur Besonderen Verwendung.

### Aresztujący
W skład oddziału dokonującego aresztowań wchodzili m.in.
- Ferdinand Kammerer (ur. 1915)
- Gerhard Hacker (1912–1950)
- Kurt Köllner (1908–1972)
- Karl-Heinz Keller (1907–1963)
- Pieter Menten (1899–1987) (jako tłumacz i przewodnik)
- Viktor Gurth (ur. 1911)
- ukraińscy milicjanci (jako tłumacze)

## Uwięzienie w bursie
Przewiezionych do bursy profesorów wraz z rodzinami ustawiono na korytarzu w ciemnościach, z opuszczoną głową, twarzą do ściany. Każdy ruch, podniesienie głowy karane były uderzeniami. Wśród bijących świadkowie zapamiętali m.in. Hansa Krügera. Z korytarza profesorowie pojedynczo prowadzeni byli na przesłuchania. Prof. Groëra podczas przesłuchania oskarżono o zdradę; ten jednak odrzucił te zarzuty, stwierdzając, że jest Polakiem, a nie Niemcem, mimo że skończył niemiecki uniwersytet. Po przesłuchaniu profesora pozwolono mu jako jedynemu wyjść na podwórze. Przed końcem godziny policyjnej zwolniono go z więzienia wraz z pięcioma osobami ze służby i woźnym z Politechniki. Dieter Schenk uważa, że zwolnienie prof. Groëra było spowodowane obawą nazistów przed krytyką opinii międzynarodowej. Żoną profesora była bowiem Angielka Cecylia Cumming. Wpływ na tę decyzję mogły mieć też odbyte studia i doktorat Groëra w Niemczech.
Podczas przesłuchań gestapowcy zastrzelili syna chirurga Stanisława Ruffa – Adama, który dostał ataku padaczki. Ciało młodego Ruffa zostało wyniesione przez profesorów pod eskortą gestapowców na podwórze za budynek, a następnie w kierunku Wzgórz Wuleckich. Po pół godzinie prof. Groër, który czekał na uwolnienie, usłyszał serię z karabinów maszynowych.

## Egzekucja
Na miejsce straceń na Wzgórzach Wuleckich poprowadzono profesorów w dwóch grupach. Pierwsza grupa udała się tam pieszo niosąc ciało Adama Ruffa, druga grupa okrężną drogą została przetransportowana ciężarówką. Następnie osobno dowieziono trzy kobiety. We wczesnych godzinach rannych 4 lipca 1941 r. rozstrzelano w sumie 37 osób, w zbiorowej mogile spoczął także zabity wcześniej Adam Ruff. Wśród ofiar było 21 profesorów, małżonki trzech z nich, synowie dziewięciu, jeden wnuk a również ksiądz, lekarz, prawnik oraz mąż jednej z gospodyń.
Spośród aresztowanych w bursie z niewiadomych przyczyn wydzielono jeszcze sześć osób: cztery z nich rozstrzelano tego samego dnia lub następnego.

### Ofiary
1. Prof. dr med. Antoni Cieszyński, lat 59, kierownik Katedry Dentystyki Uniwersytetu Jana Kazimierza, obrońca Lwowa w 1918
2. Prof. dr med. Władysław Dobrzaniecki, lat 54, ordynator Oddziału Chirurgii Państwowego Szpitala Powszechnego, obrońca Lwowa w 1918
3. Prof. dr med. Jan Grek, lat 66, profesor w Klinice Chorób Wewnętrznych UJK;
4. Maria Grekowa[43], lat 57, żona profesora Jana Greka;
5. Doc. dr med. Jerzy Grzędzielski, lat 40., ordynator Kliniki Okulistycznej UJK;
6. Prof. dr Edward Hamerski, lat 43, kierownik Katedry Chorób Zakaźnych Zwierząt Domowych Akademii Medycyny Weterynaryjnej, obrońca Lwowa w 1918;
7. Prof. dr med. Henryk Hilarowicz, lat 51, profesor Kliniki Chirurgii UJK, obrońca Lwowa w 1918;
8. Ks. dr Władysław Komornicki, lat 29, wykładowca nauk biblijnych w Wyższym Seminarium Duchownym we Lwowie i na UJK oraz języka greckiego na UJK;
9. Eugeniusz Kostecki, lat 36, mistrz szewski, mąż gospodyni profesora Dobrzanieckiego;
10. Prof. dr Włodzimierz Krukowski, lat 53, kierownik Katedry Pomiarów Elektrycznych Politechniki Lwowskiej;
11. Prof. dr Roman Longchamps de Bérier, lat 56, kierownik Katedry Prawa Cywilnego UJK, prorektor UJK w latach 1938–1939, obrońca Lwowa w 1918;
12. Bronisław Longchamps de Bérier, lat 25, absolwent Politechniki Lwowskiej, syn profesora;
13. Zygmunt Longchamps de Bérier, lat 23, absolwent Politechniki Lwowskiej, syn profesora;
14. Kazimierz Longchamps de Bérier, lat 18, syn profesora;
15. Prof. dr Antoni Łomnicki lat 60., kierownik Katedry Matematyki Wydziału Mechanicznego Politechniki Lwowskiej;
16. Adam Mięsowicz, lat 19, wnuk profesora Sołowija, zabrany ze swoim dziadkiem;
17. Prof. dr med. Witold Nowicki, lat 63, kierownik Katedry Anatomii Patologicznej UJK, dwukrotny dziekan Wydziału Lekarskiego, obrońca Lwowa w 1918;
18. Dr med. Jerzy Nowicki, lat 27, asystent Zakładu Higieny UJK, syn profesora;
19. Prof. dr Tadeusz Ostrowski, lat 60., kierownik Kliniki Chirurgii, dziekan Wydziału Lekarskiego 1937–1938, obrońca Lwowa w 1918;
20. Jadwiga Ostrowska, lat 59, żona profesora;
21. Prof. dr Stanisław Pilat, lat 60, kierownik Katedry Technologii Nafty i Gazów Ziemnych Politechniki Lwowskiej;
22. Prof. dr Stanisław Progulski, lat 67, profesor w Klinice Pediatrii UJK;
23. Inż. Andrzej Progulski, lat 29, syn profesora;
24. Prof. dr med. (prof. honor.) Roman Rencki, lat 74, były kierownik Kliniki Chorób Wewnętrznych UJK;
25. Maria Reymanowa, lat 40., pielęgniarka Ubezpieczalni Społecznej, zabrana z mieszkania profesora Ostrowskiego;
26. Dr med. Stanisław Ruff, lat 69, ordynator Oddziału Chirurgii Szpitala Żydowskiego, zabrany z mieszkania profesora Ostrowskiego;
27. Anna Ruffowa, lat 55, żona dr Ruffa;
28. Inż. Adam Ruff, lat 30., syn dr Ruffa;
29. Prof. dr Włodzimierz Sieradzki, lat 70., kierownik Katedry Medycyny Sądowej UJK, rektor UJK w latach 1924–1925, obrońca Lwowa w 1918 roku;
30. Prof. dr med. Adam Sołowij, lat 82, emerytowany ordynator Oddziału Ginekologiczno-Położniczego Szpitala Powszechnego i dyrektor Szkoły Położnych;
31. Prof. dr Włodzimierz Stożek, lat 57, kierownik Katedry Matematyki Wydziału Inżynierii Lądowej i Wodnej Politechniki Lwowskiej;
32. Inż. Eustachy Stożek, lat 29, asystent Politechniki Lwowskiej, syn profesora;
33. Inż. Emanuel Stożek, lat 24, absolwent Wydziału Chemii Politechniki Lwowskiej, syn profesora;
34. Dr praw Tadeusz Tapkowski, lat 44, zabrany z mieszkania profesora Dobrzanieckiego;
35. Prof. dr Kazimierz Vetulani, lat 52, kierownik Katedry Mechaniki Teoretycznej Politechniki Lwowskiej;
36. Prof. dr Kasper Weigel, kierownik Katedry Miernictwa Politechniki Lwowskiej;
37. Mgr prawa Józef Weigel, lat 33, syn profesora;
38. Prof. dr Roman Witkiewicz, lat 55, kierownik Katedry Pomiarów Maszyn Politechniki Lwowskiej;
39. Walisch, lat 40–45, właściciel magazynu konfekcyjnego Beier i S-ka, zabrany z mieszkania profesora Sieradzkiego;
40. Dr Tadeusz Boy-Żeleński, lat 66, lekarz, publicysta, krytyk literacki, tłumacz literatury francuskiej, podczas okupacji sowieckiej Lwowa, w latach 1939–1941, kierownik Katedry Literatury Francuskiej Uniwersytetu Lwowskiego, zabrany z mieszkania szwagra – profesora Jana Greka.

Ponadto 5 lipca 1941 rozstrzelani zostali:
- Katarzyna (Kathy) Demko, lat 34, nauczycielka języka angielskiego, zabrana z mieszkania profesora Ostrowskiego;
- Doc. dr med. Stanisław Mączewski, lat 49, ordynator Oddziału Ginekologiczno-Położniczego Szpitala Powszechnego i dyrektor Państwowej Szkoły Położnych.

11 lipca 1941 aresztowany został dr Władysław Tadeusz Wisłocki, długoletni kustosz Zakładu Narodowego im. Ossolińskich we Lwowie. Jego śmierć do dziś pozostaje niewyjaśniona.
12 lipca 1941 zamordowani zostali:
- Prof. dr Henryk Korowicz, lat 53, profesor ekonomii Akademii Handlu Zagranicznego;
- Prof. dr Stanisław Ruziewicz, lat 51, profesor matematyki Akademii Handlu Zagranicznego;

26 lipca 1941 rozstrzelany został:
- Prof. dr Kazimierz Bartel, lat 59, kierownik Katedry Geometrii Wykreślnej Politechniki Lwowskiej, pięciokrotny premier rządu RP.

### Świadectwa zbrodni
Przywiezienie profesorów na miejsce zbrodni zaobserwował Kazimierz Wojtas, rozpoznał wśród nich prof. Łomnickiego i Stożka. Wkrótce usłyszał strzały. Poinformował o tym wydarzeniu swojego kolegę dr inż. Zbigniewa Schneigerta, który wraz z psem udał się na Wzgórza Wuleckie. Tam odkrył miejsce zbiorowej mogiły. Śmierć męża, nie wiedząc o tym, obserwowała Maria Łomnicka. Zauważyła pięcioosobowe grupy osób rozstrzeliwane na Wzgórzach. Świadkiem był również inż. Tadeusz Gumowski (szwagier rozstrzelanego prof. Witkiewicza) wraz z rodziną, mieszkający przy sąsiedniej ul. Nabielaka. Nad ranem dostrzegł on żołnierzy kopiących dół. Następnie z ojcem, żoną i siostrą obserwował całą egzekucję rozpoznając niektórych rozstrzelanych, w tym prof. Witkiewicza. Podobne opisy dostarczyła Zofia Nowak-Przygodzka i Zofia Orlińska-Skowronowa.
Profesor Zygmunt Albert, pracownik naukowy Wydziału Lekarskiego UJK, już w czasie wojny rozpoczął zbieranie relacji świadków zbrodni poprzez wywiad osobisty z rodzinami i domownikami ofiar. 51 dokumentów – osobistych świadectw aresztowań i zbrodni zostało opublikowanych w roku 1989 w pracy Kaźń profesorów lwowskich, wydanej przez Uniwersytet Wrocławski. Książka Zygmunta Alberta zawiera najobszerniejszą opublikowaną dokumentację źródłową zbrodni.

### Sprawcy
Egzekucji dokonali członkowie oddziału Einsatzkommando zur besonderen Verwendung, przy czym według wypowiedzi jednego świadka oddział rozstrzeliwujący składał się z jednego SS-Führera i 5–6 policjantów pomocniczych, którzy jako Ukraińcy byli tłumaczami, odziani w niemieckie mundury. Według dziennika Felixa Landaua był on jednym z rozstrzeliwujących. Hans Krüger podczas przesłuchania Karoliny Lanckorońskiej, przekonany, że aresztowana wkrótce poniesie śmierć, przyznał się do kierowania egzekucją i osobistego w niej udziału. Zdaniem Szymona Wiesenthala egzekucją dowodził Walter Kutschmann.
Sprawstwo na tle rabunkowym pośpiesznego nocnego mordu profesorów przypisuje się holenderskiemu aferzyście i kolekcjonerowi dzieł sztuki Pieterowi Mentenowi, obeznanemu w okresie międzywojennym z prywatnymi kolekcjami we Lwowie. W lecie 1941, podczas zajęcia przez Niemców Lwowa, w stopniu Hauptsturmführera SS Einsatzkommando dowodzonego przez Schöngartha powrócił do Lwowa, w którym mieszkał przez lata przed wojną. 2 lipca Menten znalazł się we Lwowie w charakterze tłumacza, przewodnika i historyka sztuki, 3 lipca wieczorem widziano go w samochodzie w pobliżu mieszkań prof. Ostrowskiego i prof. Greka, a już nazajutrz po zamordowaniu prof. Ostrowskiego i jego rodziny ulokował się w jego mieszkaniu. Oprócz kosztowności posiadanych przez rodzinę profesora, były tam zdeponowane zbiory z kolekcji książąt Jabłonowskich i hrabiostwa Badenich. Menten nadzorował też trwającą kilka dni akcję rabowania mienia z mieszkań prof. Greka, w którym były m.in. dzieła Matejki, Wyspiańskiego i Witkiewicza, oraz prof. Dobrzanieckiego.
Dieter Schenk na podstawie analizy dowodów przypuszcza, że w egzekucji brali udział:
- Max Draheim (1898–1973)
- Walter Martens (1893–1961)
- Paul Grusa (ur. 1911)
- Hans Krüger
- Walter Kutschmann
- Johann Maurer (ur. 1914)
- Wilhelm Maurer (ur. 1918)[31]

### Kolejne rozstrzelania
11 lipca gestapo aresztowało dwóch profesorów Akademii Handlu Zagranicznego: Henryka Korowicza i Stanisława Ruziewicza, zostali rozstrzelani następnego dnia w nieznanym miejscu.
Kazimierz Bartel po pobycie w więzieniu Gestapo przy ul. Pełczyńskiej, 21 lipca został przeniesiony do więzienia przy ul. Łąckiego, a następnie rozstrzelany 26 lipca na rozkaz Heinricha Himmlera.

### Ofiaryokupacji niemieckiej w Polscespośród środowiska naukowego Lwowa 1939–1945
Prócz polskich uczonych, ofiar mordu profesorów lwowskich, do końca okupacji niemieckiej z rąk niemieckich lub bezpośrednio w związku z ich polityką represyjną, zostali zamordowani inni związani ze Lwowem przedstawiciele nauki polskiej, m.in.:
- Władysław Tadeusz Wisłocki (aresztowany 11 lipca 1941) – historyk, kustosz Biblioteki Zakładu Narodowego imienia Ossolińskich we Lwowie,
- Marian Auerbach (zamordowany w lipcu 1941) – filolog klasyczny, wykładowca na Uniwersytecie Jana Kazimierza,
- Lucjan Grabowski (zm. 24 października 1941) – astronom, profesor astronomii sferycznej i geodezji wyższej na Politechnice Lwowskiej,
- Stefan Grajewski (zamordowany w listopadzie 1941) – profesor Akademii Weterynaryjnej we Lwowie,
- Stefan Rudniański (zamordowany w 1941 przez Niemców lub Ukraińców) – profesor filozofii na Uniwersytecie Jana Kazimierza,
- Maurycy Allerhand (zamordowany w sierpniu 1942) – prawnik, profesor Wydziału Prawa Uniwersytetu Jana Kazimierza we Lwowie,
- Helena Polaczkówna (zamordowana w 1942) – historyk, archiwista, sfragistyk, autorytet w dziedzinie heraldyki,
- Herman Auerbach (zm. 17 sierpnia 1942) – matematyk, jeden z czołowych przedstawicieli lwowskiej szkoły matematycznej, profesor,
- Jan Badian (zamordowany w sierpniu 1942) – docent filozofii roślin na Uniwersytecie Jana Kazimierza,
- Filip Eisenberg (zamordowany w sierpniu 1942) – lekarz bakteriolog, kierownik Zakładu Mikrobiologii Instytutu Medycznego we Lwowie,
- Maksymilian Jurim (zamordowany w sierpniu 1942) – chirurg, ordynator oddziału chirurgicznego Szpitala Żydowskiego we Lwowie,
- Kazimierz Kolbuszewski (zamordowany 20 lutego 1943) – historyk literatury, profesor, kierownik Katedry Historii Literatury Polskiej na Uniwersytecie Jana Kazimierza,
- Jan Piekałkiewicz (zamordowany 19 czerwca 1943) – ekonomista, Delegat Rządu na Kraj, docent na Uniwersytecie Jana Kazimierza,
- Bolesław Jałowy (zamordowany przez ukraińskich nacjonalistów 1 października 1943) – histolog, dermatolog, profesor na Uniwersytecie Jana Kazimierza (kierownik Zakładu Histologii i Embriologii),
- Łucja Charewiczowa (zm. 17 grudnia 1943) – docent historii miast i kultury na Uniwersytecie Jana Kazimierza, kustosz Muzeum Historycznego Miasta Lwowa,
- Adam Fischer (zm. w grudniu 1943) – etnograf i folklorysta, profesor Uniwersytetu Jana Kazimierza,
- Juliusz Paweł Schauder (zamordowany w 1943) – matematyk, wykładowca na Uniwersytecie Jana Kazimierza,
- Paweł Ostern (zginął w 1943) – docent biochemii na Wydziale Lekarskim Uniwersytetu Jana Kazimierza,
- Henry Ginsberg (zamordowany w 1943) – profesor Polskiego Towarzystwa Muzycznego we Lwowie,
- Artur Hermelin (zamordowany w 1943) – profesor Polskiego Towarzystwa Muzycznego we Lwowie,
- Leopold Munzer (zamordowany w 1943) – profesor Polskiego Towarzystwa Muzycznego we Lwowie,
- Stanisław Frankl (na skutek tortur niemieckich zm. 26 czerwca 1944) – rektor Seminarium Duchownego we Lwowie,
- Władysław Hepter (aresztowany za okupacji niemieckiej, zm. w rosyjskim łagrze) – docent na Uniwersytecie Jana Kazimierza.

## Spalenie ciał profesorów
Po klęsce pod Stalingradem hitlerowcy podjęli decyzję o ukryciu dokonanych zbrodni. W tym celu sformowali z Żydów oddział „Sonderkommando 1005”, który rozkopywał masowe groby i palił zwłoki pomordowanych. 8 października 1943 członkowie oddziału wydobyli zwłoki profesorów i zawieźli je na stos. Następnego dnia ciała spalono wraz z innymi trupami. Żydzi z komanda zaciekawieni eleganckim ubiorem pomordowanych, znaleźli w ubraniach dokumenty wskazujące, że byli to polscy profesorowie. Po wojnie wydarzenie to opisał w swoim pamiętniku Leon Weliczker, członek komanda.

## Grabież mienia

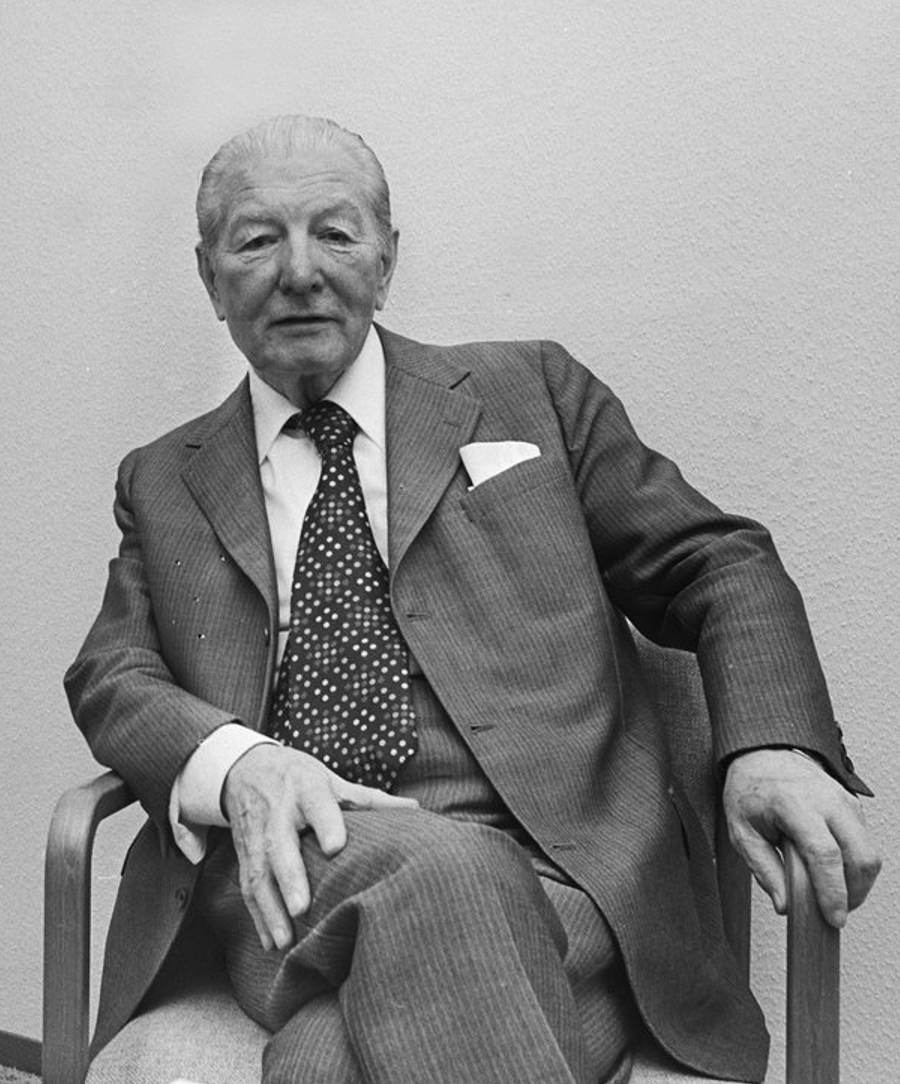
16 maja 1977: Pieter Menten (przed procesem przeciwko niemu)

Domy profesorów i ich mienie zostały częściowo rozgrabione przez gestapowców z oddziału Schöngartha. Po aresztowaniach zabytkowe meble, obrazy i dywany wywieziono samochodami SS. Pieter Nicolaas Menten zamieszkał w willi prof. Ostrowskiego, skąd wywiózł dzieła sztuki i biżuterię do Krakowa. Znacznie ucierpiały też majątki rodziny prof. Bartla i Greka. Znamienny jest fakt, że w przypadku najcenniejszych zbiorów rodziny Ostrowskich i Greków wraz z profesorami zamordowano mieszkające w domach kobiety, a służbę przepędzono.

## Odpowiedzialni za mord
Realizatorem zbrodniczej decyzji był dowódca Sicherheitspolizei i Sicherheitsdienst na Generalne Gubernatorstwo (niem. Befehlshaber der Sicherheitspolizei und des SD) SS-Brigadeführer Eberhard Schöngarth. W zbrodni współdziałali podlegli mu gestapowcy: Heinz Heim (szef sztabu Schöngartha), Hans Krüger, Walter Kutschmann, Kurt Stawizki, Felix Landau – członkowie zorganizowanego i dowodzonego przez Schöngartha Einsatzkommando zur besonderen Verwendung, oraz ich holenderski współpracownik Pieter Menten. Nie zostali oni nigdy osądzeni za tę zbrodnię.

Wbrew upowszechnianej w latach 1959–1989 wersji sowieckiej w egzekucji nie brali udziału żołnierze batalionu „Nachtigall”, ani Theodor Oberländer. KGB przeprowadziło akcję dezinformacyjną w sprawie Oberländera i batalionu „Nachtigall”. 

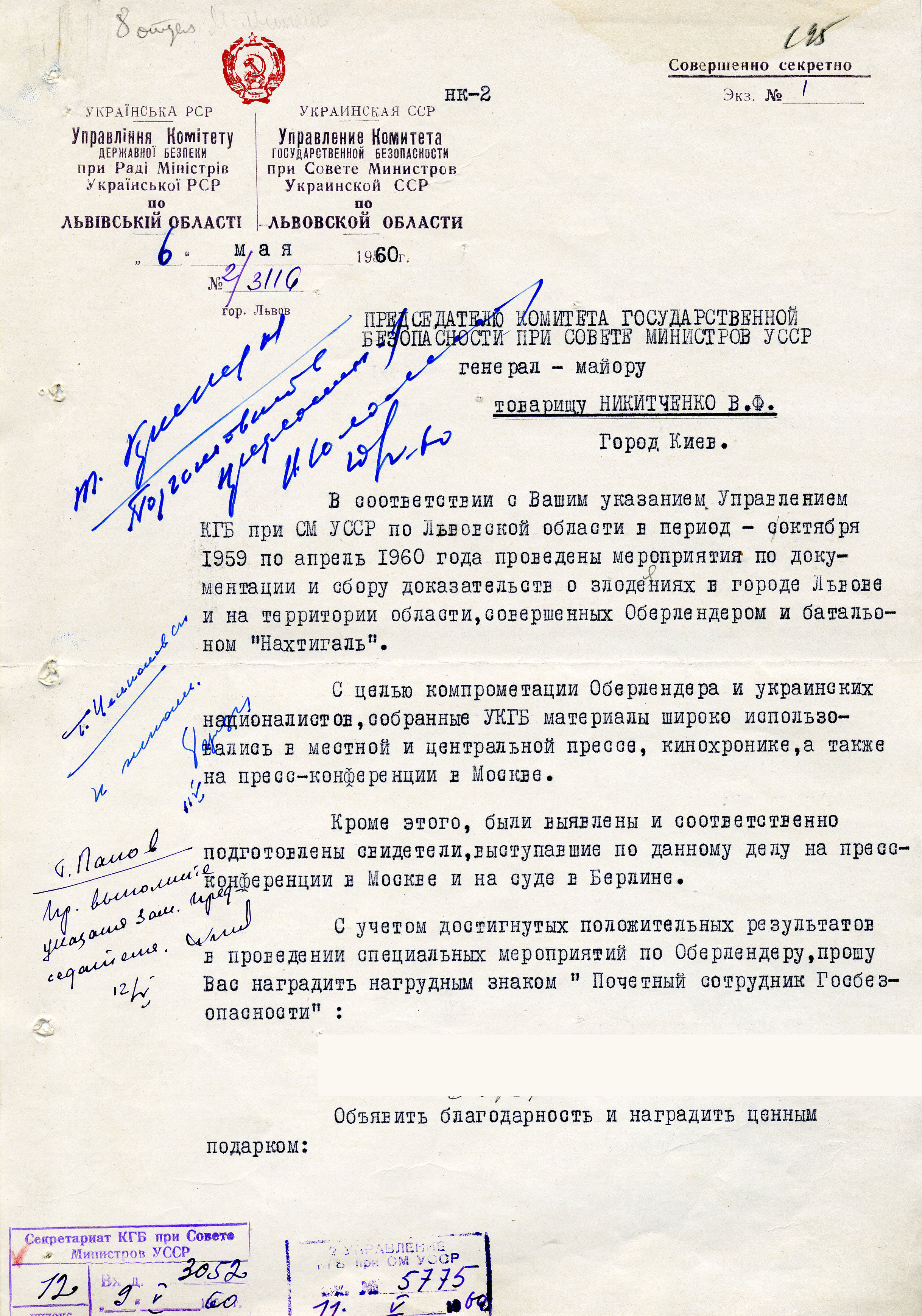
Dokument KGB dotyczący akcji dezinformacyjnej.

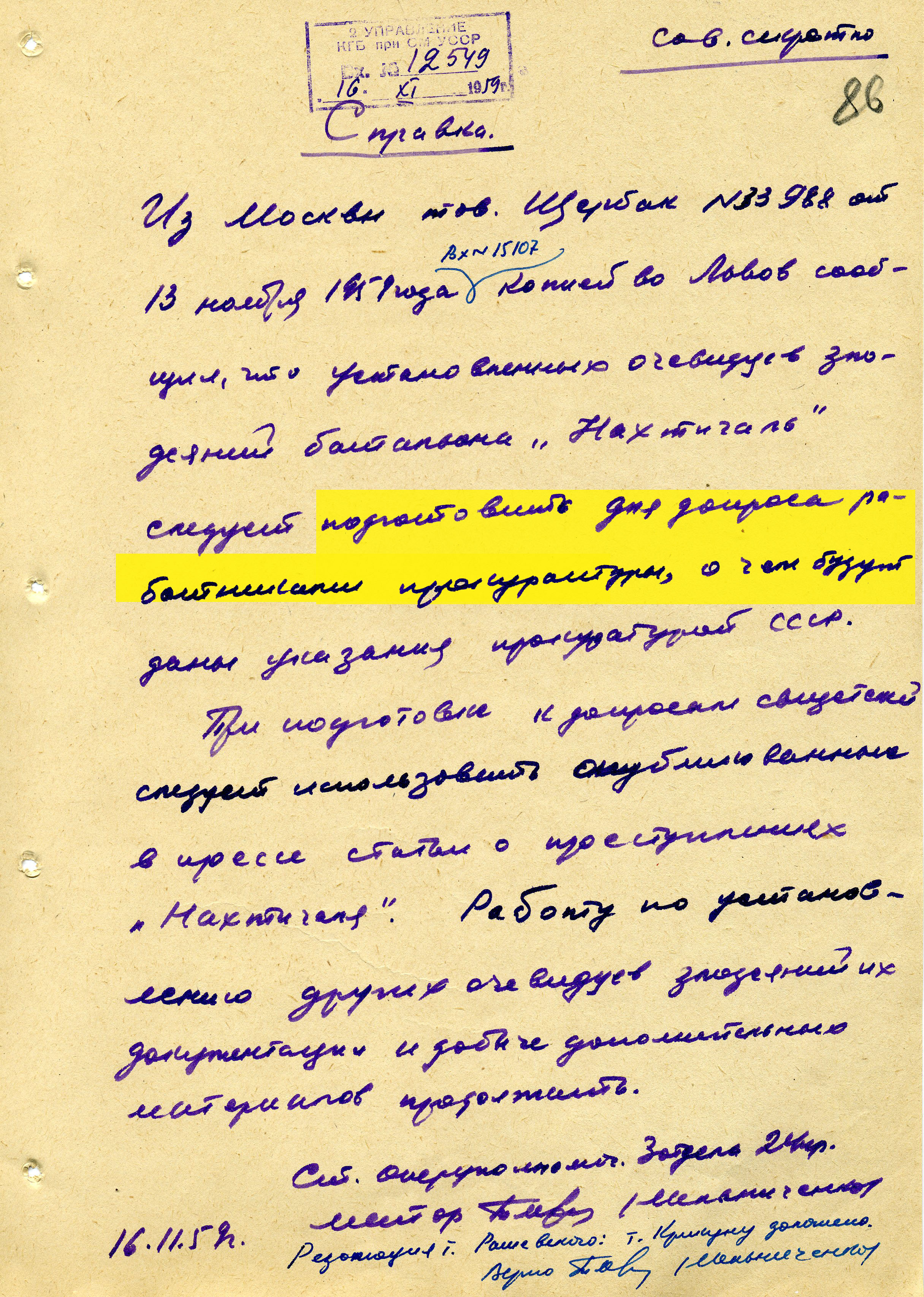
Dokument KGB dotyczący akcji dezinformacyjnej

Akcja dezinformacyjna KGB nastąpiła po skrytobójczym zabójstwie Stepana Bandery przez agenta KGB Bohdana Staszynskiego (15.X.1959). Po wykryciu w czasie sekcji zwłok w ciele Bandery cyjanku potasu i wykluczeniu w ten sposób naturalnej przyczyny śmierci (na jaką zamach był upozorowany), propaganda sowiecka wskazała na Theodora Oberländera jako rzekomego zleceniodawcę zabójstwa. Motywem miała być chęć usunięcia świadka zbrodni wojennych, za które Oberländer miał być rzekomo odpowiedzialny, w szczególności mordu profesorów lwowskich, którego sprawstwo zostało właśnie wówczas przypisane przez propagandę ZSRR batalionowi „Nachtigall”.
Sąd Najwyższy NRD, w dniu 29 kwietnia 1960, po zaocznym procesie skazał Theodora Oberländera (ówczesnego ministra w rządzie RFN) za sprawstwo kierownicze w zbrodniach wojennych we Lwowie w lipcu 1941 na karę dożywotniego ciężkiego więzienia i utratę obywatelskich praw honorowych na zawsze. 4 maja 1960 Theodor Oberländer musiał ustąpić ze stanowiska ministra do spraw wypędzonych i przesiedleńców w rządzie kanclerza Konrada Adenauera pod naciskiem postawionych w NRD zarzutów „masakry i pogromu, które były skierowane przeciwko komunistycznym funkcjonariuszom oraz ludności żydowskiej i polskiej. Dowodzenie jednostką, która zamordowała grupę polskich profesorów w lipcu 1941”. Z kolei w sprawie prowadzonej równolegle w RFN, na podstawie dokumentów przekazanych przez ZSRR, w dniu 30 marca 1961 nadprokurator przy Sądzie Krajowym w Bonn umorzył śledztwo przeciw Oberländerowi w związku z jego działalnością w batalionie „Nachtigall” z braku dowodów winy. Po upadku systemu państw satelickich ZSRR w Europie i zjednoczeniu Niemiec, 28 listopada 1993 Sąd Krajowy (niem. Landgericht) w Berlinie po ponownym rozpoznaniu sprawy uchylił wyrok Sądu Najwyższego NRD z roku 1960.
Żołnierze „Nachtigall” byli wymieniani jeszcze w kwietniu 2005 jako sprawcy w liście Związku Potomków Lwowskich Profesorów Zamordowanych przez Gestapo w Lipcu 1941 do prezydenta Ukrainy Wiktora Juszczenki.
25 lutego 2003 Oddziałowa Komisja Ścigania Zbrodni przeciwko Narodowi Polskiemu w Rzeszowie (pion śledczy IPN) w związku z przekazaniem w r. 2001 przez Władysława Żeleńskiego zbioru archiwaliów dotyczących zbrodni do Archiwum Akt Nowych wznowiła zawieszone śledztwo w sprawie mordu profesorów lwowskich. 22 czerwca 2006 roku podjęte z umorzenia śledztwo zostało umorzone z powodu niewykrycia sprawców.
Według zgodnych relacji świadków aresztowań (rodzin aresztowanych i ich bliskich) w aresztowaniach uczestniczyli wyłącznie funkcjonariusze Gestapo, w kilku przypadkach z udziałem cywilnych tłumaczy – Ukraińców.
Adam Redzik za Włodzimierzem Bonusiakiem stwierdził, że ukraińscy studenci, którzy prawdopodobnie przygotowali listę profesorów, mogli nie wiedzieć o planach ich wymordowania. Grzegorz Motyka stwierdził jednak, że nacjonaliści ukraińscy planowali polską inteligencję wyniszczyć. Również w przypadku mordów na jej przedstawicielach w Krzemieńcu i w Stanisławowie to członkowie OUN byli autorami list proskrypcyjnych, na podstawie których Niemcy dokonali następnie aresztowań i egzekucji.

Według Dietera Schenka, autora najnowszej (2011) monografii zagadnienia, wszystkie dowody przeczą uczestnictwu batalionu Nachtigall w mordzie profesorów: 

Oberländera i batalion „Nachtigall” wielokrotnie łączono z zamordowaniem profesorów we Lwowie. Pogłoska na ten temat utrzymuje się w Polsce do dziś, tym bardziej że w czasie zimnej wojny próbowano podsycić nastroje przeciw Oberländerowi, który sprawował funkcję federalnego ministra ds. wypędzonych, co zakończyło się politycznym procesem pokazowym w Berlinie Wschodnim. Wszystkie dowody przeczą jednak uczestnictwu batalionu „Nachtigall”.

 Jest to również zgodne stanowisko polskich badaczy zagadnienia (Zygmunt Albert, Grzegorz Motyka, Ryszard Torzecki, Władysław Żeleński.

## Upamiętnienie ofiar

### Lwów
Na miejscu zbrodni w 1956 roku władze Lwowa rozpoczęły budowę pomnika. Stanęły fundamenty pod trzy betonowe bloki pomnika, wzniesiono jeden z bloków z wyrzeźbionymi realistycznymi postaciami uczonych. W pracach nad pomnikiem uczestniczyli na miejscu polscy rzeźbiarze, których od 1974 w jednej bryle tworzyli naturalnej wielkości postacie zamordowanych profesorów; latem 1976 prace zostały przerwane, a polscy rzeźbiarze powrócili do Polski. Przed 1978 pomnik został całkowicie zniszczony. W drugiej połowie lat 70. zniwelowano teren po zaczątkach budowy. Dopiero po upadku ZSRR, staraniem rodzin pomordowanych, postawiono w latach 90. XX wieku na miejscu egzekucji skromny pomnik z dwujęzyczną (polską i ukraińską) listą ofiar tragedii.
W nocy z 9 na 10 maja 2009 roku lwowski pomnik profesorów został sprofanowany przez nieznanych sprawców, pokryto go swastykami i napisami w języku ukraińskim – „Śmierć Lachom”. Zdaniem Lucyny Kulińskiej profanacji dokonali nacjonaliści ukraińscy.
3 lipca 2011 roku na Wzgórzach Wuleckich został odsłonięty pomnik profesorów lwowskich autorstwa prof. Aleksandra Śliwy z Krakowa. Pomnik został zbudowany ze środków budżetowych miast Wrocławia i Lwowa, Politechniki Lwowskiej i składek społecznych, z inicjatywy prezydenta Wrocławia Rafała Dutkiewicza i mera Lwowa Andrija Sadowego. Realizatorem budowy Pomnika było Kolegium Europy Wschodniej im. Jana Nowaka-Jeziorańskiego we Wrocławiu. Pomnik ten nie zawiera żadnego napisu. Jego symbolika nawiązuje do piątego przykazania Dekalogu: „nie zabijaj”, jednak nie jest to całkowicie jednoznaczne z uwagi na istnienie kilku sposobów podziału tekstu biblijnego na poszczególne przykazania (w zależności od przyjętej tradycji) w innych wyznaniach. Przesłanie jest jednoznaczne dla wiernych Kościoła rzymskokatolickiego, greckokatolickiego i luterańskiego. W prawosławiu, w niektórych wyznaniach protestanckich, w judaizmie i w islamie piąte przykazanie oznacza „czcij ojca swego i matkę swoją”, gdyż odpowiednik przykazania „nie zabijaj” jest tam szóstym przykazaniem. Przy drodze prowadzącej do pomnika ustawiono jednak kamienną tablicę z napisem w językach polskim, ukraińskim i angielskim: Pomnik profesorów lwowskich zamordowanych przez nazistów w 1941 roku i informacją, że pomnik powstał dzięki władzom Lwowa i Wrocławia oraz ofiarności społecznej.
Ponadto tablice pamiątkowe znajdują się w katedrze łacińskiej we Lwowie i w gmachu głównym Politechniki Lwowskiej.

### Wrocław
W 1954 roku, z inicjatywy prof. dermatologii Henryka Mierzeckiego, powstał we Wrocławiu Międzyuczelniany Komitet Uczczenia Pamięci Lwowskich Pracowników Nauki, którego celem było zebranie funduszy na budowę pomnika we Wrocławiu. Dzięki energii i staraniu członka tego komitetu, prof. Wiktora Wiśniowskiego, 3 października 1964 roku przy pl. Grunwaldzkim były rektor Uniwersytetu Lwowskiego, prof. Stanisław Kulczyński, odsłonił Pomnik Pomordowanych Profesorów Lwowskich autorstwa Borysa Michałowskiego. Wskutek nakazu władz PRL na pomniku umieszczono napis, że został on wystawiony ku czci wszystkich polskich naukowców zabitych i zmarłych w czasie okupacji hitlerowskiej, zamiast imiennie ku czci pomordowanych profesorów lwowskich. Przemówienie prof. Kulczyńskiego było poświęcone natomiast wyłącznie profesorom lwowskim.
29 czerwca 1981 roku odsłonięto dwie tablice z nazwiskami ofiar: w holu oddziału Polskiej Akademii Nauk we Wrocławiu i w korytarzu głównego gmachu Uniwersytetu Wrocławskiego. 14 listopada 1981 tablicę z nazwiskami profesorów odsłonięto obok Politechniki Wrocławskiej, przed pomnikiem przy placu Grunwaldzkim wzniesionym w 1964 roku. Tablicę ufundowały senaty uczelni Wrocławia. W ten sposób pomnik przestał być anonimowy i uzyskał kształt w pierwotnej intencji ofiarodawców.

### Tablice pamiątkowe w innych miastach
Tablice upamiętniające profesorów zamordowanych w 1941 roku we Lwowie zostały wmurowane:
- w kościele O.O. Franciszkanów w Krakowie, w 1966 roku, w 25. rocznicę śmierci profesorów;
- w pobliżu Biblioteki UMCS w Lublinie;
- w Collegium Novum Uniwersytetu Jagiellońskiego w Krakowie;
- w Instytucie Biochemii i Biofizyki PAN przy ul. Pawińskiego w Warszawie, ufundowana w 2007 przez prof. Wacława Szybalskiego;
- w Kolegium Europejskim im. Jana Pawła II w Gnieźnie, odsłonięta 6 listopada 2013[78].

### Upamiętnienie przez organy władzy państwowej i samorządowej
12 lipca 2013 uchwałę w sprawie uczczenia pamięci pomordowanych profesorów przyjął Sejm RP.
W 2016 roku uchwałę w sprawie uczczenia pamięci profesorów uczelni lwowskich zamordowanych przez niemieckich okupantów w lipcu 1941 r. w 75 rocznicę zbrodni podjęła Rada Miasta Szczecin.
W 2021 r. ukazało się drugie wydanie, w językach polskich i ukraińskim, przewodnika historycznego o zbrodni niemieckiej dokonanej na profesorach lwowskich. Wydawcą książki był Ośrodek „Pamięć i Przyszłość” we Wrocławiu.